# Грантола
Грантола (итал. Grantola) — коммуна в Италии, располагается в провинции Варесе области Ломбардия.
Население составляет 1309 человек (2008 г.), плотность населения составляет 654 чел./км². Занимает площадь 2 км². Почтовый индекс — 21030. Телефонный код — 0332.
Покровителем населённого пункта считается святой .

## Демография
Динамика населения:

## Администрация коммуны
- Официальный сайт: